# Bonnevaux (Doubs)
Bonnevaux település Franciaországban, Doubs megyében. Lakosainak száma 420 fő (2022. január 1.). Bonnevaux Frasne, Vaux-et-Chantegrue, Bief-du-Fourg és Mignovillard községekkel határos.

## Népesség
A település népességének változása:
| Lakosok száma | 246  | 230  | 224  | 282  | 362  | 375  | 385  | 398  | 405  | 420  |
|               | 1968 | 1982 | 1990 | 2006 | 2013 | 2015 | 2017 | 2019 | 2020 | 2022 |